# آب‌بند رکن‌آباد و خشت
آب بند رکن‌آباد مربوط به دوران‌های تاریخی پس از اسلام است و در شهرستان لامرد، بخش اشکنان، روستای رکن آباد واقع شده و این اثر در تاریخ ۲۴ تیر ۱۳۸۲ با شمارهٔ ثبت ۹۲۳۱ به‌عنوان یکی از آثار ملی ایران به ثبت رسیده است.